# Carpinus faginea
Carpinus faginea är en björkväxtart som beskrevs av John Lindley. Carpinus faginea ingår i släktet avenbokar, och familjen björkväxter. Inga underarter finns listade.